# Soror Dolorosa
Soror Dolorosa (lateinisch Schwester Schmerzhaft) ist eine französische Gothic-Rock-Band.

## Geschichte
Die Gruppe wurde 2001 von Andy Julia, der zuvor in diversen Black-Metal-Bands als Schlagzeuger aktiv war, gemeinsam mit drei ehemaligen Mitgliedern der aufgelösten Funeraëll gegründet. Während Julia sich als Schlagzeuger einbrachte, stießen Franck Ligabue als Gitarrist, Hervé Carles als Bassist und Christophe Guenot als Sänger hinzu.
Der Bandname Soror Dolorosa ging auf einen Vorschlag von Carles zurück, der diesen der Lektüre des symbolistischen Romans Das tote Brügge von Georges Rodenbach entlehnte. Julia gab hinzukommend an, dass die metaphorische Figur der Stadt als schmerzhafte Schwester (im übertragenen Sinn hier auch als Liebhaber des Schmerzes) eines trauernden Witwers, der angestrebten musikalischen Idee von Soror Dolorosa entspricht. Die mit der Trauer einhergehenden emotionalen Zustände von Leidenschaft, Aufopferung und Einsicht seien, so Julia, wesentliche Schritte zur Selbsterkenntnis, welche die Gruppe versuche auf ihre Auftritte und ihre Musik zu übertragen.
Die Gruppe trat früh in ihrer Laufbahn regelmäßig auf und spielte zwei unveröffentlichte Demos ein. Bereits 2005 löste sich die Gruppe allerdings auf, wurde jedoch nach zwei Jahren reaktiviert und vollzog im Zuge der Reunion nachhaltige Veränderungen in der Bandbesetzung. Julia ersetzte Guenot als Sänger, Ligabue wechselte zum Schlagzeug und Emey stieß als neuer Gitarrist zur Gruppe hinzu. In dieser neuen Besetzung festigte Soror Dolorosa ihren gespielten Stil und nahm ein drittes Demo auf, welches 2009 als EP unter dem Titel Severance über Todestrieb Records veröffentlicht wurde. Das Demo wurde im Heimstudio des Le-Mauvais-Oeil-Musikers Artes aufgenommen. Aufnahme und Abmischung nahmen einen Zeitraum von sechs Monaten in Anspruch.
Im März 2008 erschien mit dem Lied American Chronicle die erste offizielle Aufnahme der Band, auf der Kompilation Poisoned Dead Frogs des französischen Independent Labels Manic Depression. Mit der Veröffentlichung der EP Severance und einer Reihe von Konzert- und Festivalauftritten erspielte sich die Gruppe unterdessen einen stabilen Anhängerkreis. Im August 2010 wurde im Drudenhaus Studio von Neb Xort (Anorexia Nervosa) für Beneath Grey Skies, einem Subunternehmen der Northern Silence Productions, das erste Studioalbum eingespielt. Stéphane „Neige“ Paut von Alcest und Amesoeurs stellte, als enger Freund Julias, den Kontakt zu Northern Silence her und protegierte Soror Dolorosa beim Label. Northern Silence reagierte und schloss einen Vertrag über drei Alben mit der Band.
Das im Februar 2011 veröffentlichte Album wurde vornehmlich positiv aufgenommen und steigerte die Popularität der Gruppe insbesondere im deutschsprachigen Raum, woraufhin Auftritte auf dem Wave-Gotik-Treffen sowie im Wiener Viper Room folgten. Julia zeigte sich, gerade im Hinblick auf das potentielle Publikum der deutschen schwarzen Szene, begeistert von der Kooperation mit Northern Silence, da das deutsche Label der Gruppe einen größeren Markt für die gespielte Musik erschließen konnte.
Emey verließ im Verlauf des Jahres, aufgrund des Termindrucks der Touraktivitäten, die Gruppe und wurde durch Nicolas Mons als Gitarrist ersetzt. Begleitet von weiteren Auftritten arbeitete die Band über das Jahr 2012 ihr zweites Studioalbum aus. No More Heroes wurde erneut im Drudenhaus Studio von Neb Xort aufgenommen und im Januar 2013 veröffentlicht. Auch dieses zweite Studioalbum wurden von der Kritik vermehrt positiv beurteilt. Die Gruppe setzte ihre europaweite Tourtätigkeit fort und trat so im Jahr 2015 erneut auf dem WGT auf. Im Oktober 2015 gab die Gruppe bekannt, dass sie einen Vertrag mit Prophecy Productions abgeschlossen habe und an einem dritten Album unter dem Arbeitstitel Apollo arbeite. Ebenso sollten die beiden bisher erschienenen Alben sowie die EP über Prophecy erneut veröffentlicht werden.

## Stil und Beurteilung

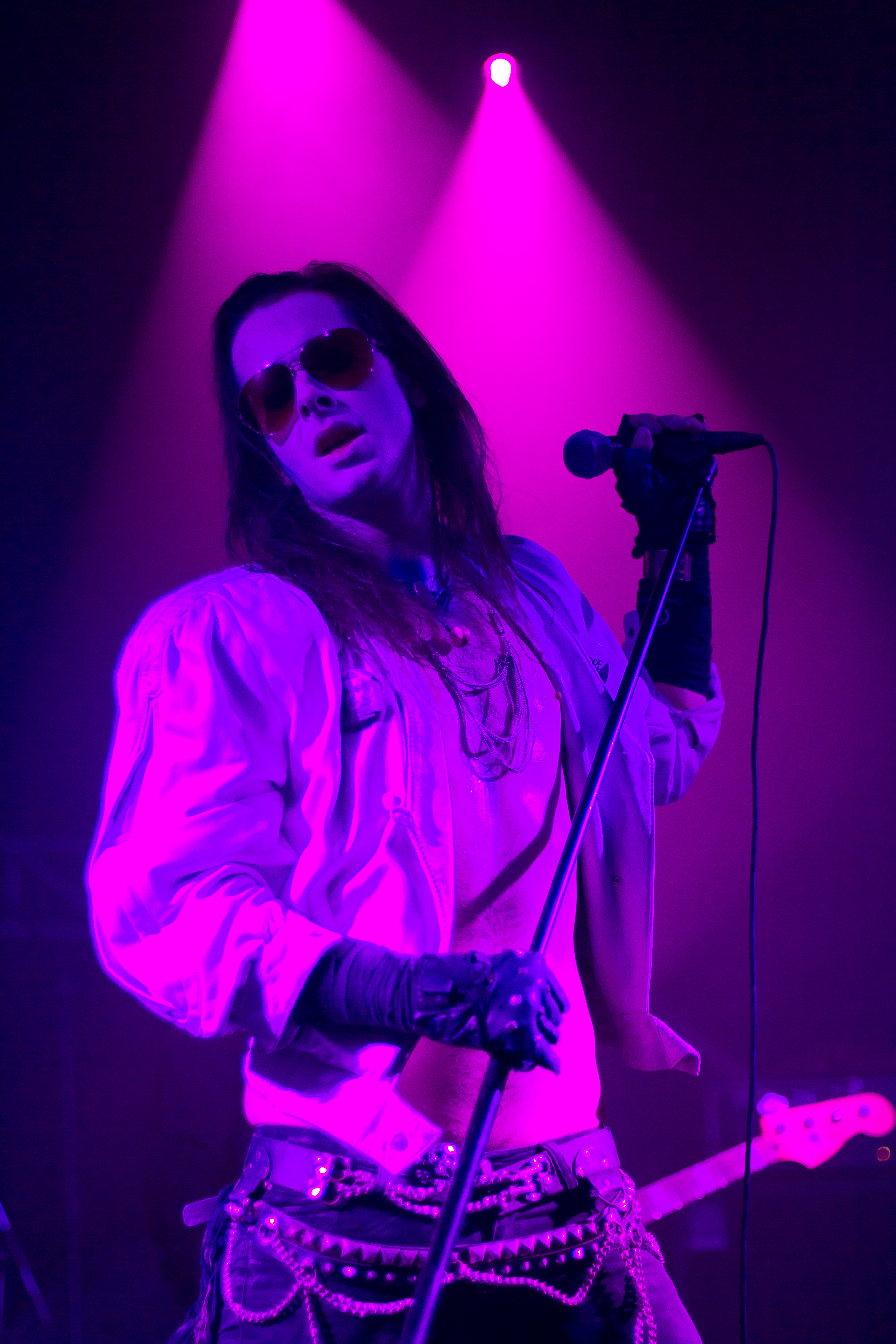
Der Gesang von Andy Julia, hier mit Soror Dolorosa beim WGT 2015, wird häufig als markantes Merkmal der Gruppe hervorgehoben.

Der Stil von Soror Dolorosa wird meist als Mischung aus Cold Wave und Gothic Rock beschrieben. Dabei stünde die Gruppe in der direkten Tradition von Interpreten wie Fields of the Nephilim, The Sisters of Mercy, Bauhaus, The Mission und The Cure. Julia bestätigt die Einflüsse dieser Bands, erläutert jedoch, dass sich die Musik nicht gezielt als Nachspielen bekannter Stilfragmente, sondern aus dem Kontext des gemeinsamen musizierend ergäbe. Die Gruppe verfüge Kritikern zufolge zwar über ein gelungenes Songwriting, jedoch nur über marginale Eigenständigkeit im Genre. Hinzukommend wird eine als gelegentlich überzogen bewertete Theatralik bemängelt. Derweil läge „der Fokus der Band […] mehr auf Atmosphäre und Monotonie als auf Komplexität.“
Das unverzerrte Bassspiel gilt als dominantes Element der Musik. Das Schlagzeug sei hingegen „auf das Notwendigste reduziert“ während die ebenfalls unverzerrte Gitarre sauber und hell gespielte „Akzente setz[e]“. Gitarre und Schlagzeug würden so ein Grundgerüst bilden, während das Bassspiel als Triebfeder agiere.
Julias Stimme wird häufig hervorgehoben und ebenso als „vielgesichtige Inkarnation“ der Melancholie, die „pointiert eingesetzt“ wird, beschrieben, wie als besonders „variabel“. Vereinzelt erscheine sein Gesang dabei „heller als das Gros der Sänger ähnlich gelagerter Gruppen“. Auf Metal1.de wird seine Gesang mit jenem von Wayne Hussey für The Mission verglichen.

## Diskografie
- 2009: Severance (EP, Todestrieb Records)
- 2011: Blind Scenes (Album, Beneath Grey Skies)
- 2013: No More Heroes (Album, Beneath Grey Skies)
- 2017: Apollo (Album, Prophecy Productions)